# 谢尔盖·科尔孙斯基
谢尔盖·弗拉基米罗维奇·科尔孙斯基（羅馬化：Serhii Volodymyrovych Korsunskyi；1962年8月10日—）是乌克兰外交官，自2020年起担任乌克兰驻日本大使。他也曾于2008年至2016年间担任乌克兰驻土耳其大使。
2024年9月3日，即日本1945年签订二战降伏文書纪念日的次日和中国的第二次世界大战对日战争胜利纪念日，科尔孙斯基大使在东京参拜了靖国神社，此举引发中、韩等国民众的不满。